# Abstrakte Fotografie
Abstrakte Fotografie bezeichnet ein Spezialgebiet der Fotografie. Der Begriff wurde von Alvin Langdon Coburn 1916 geprägt.

## Geschichte

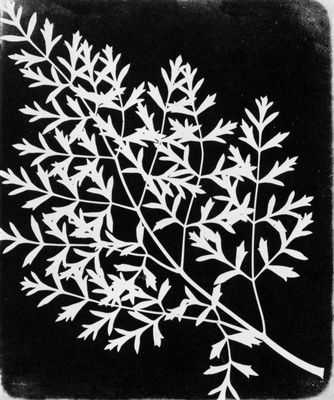
Fotogramm von William Henry Fox Talbot

Bereits in der Frühphase Abstrakter Fotografie Anfang des 20. Jahrhunderts wurde behauptet, dass man von abstrakter Fotografie im Grunde nur sprechen könne, wenn man auf Fotoapparate ganz verzichte, um allein Lichteinwirkungen auf lichtempfindliche Substanzen festzuhalten (sog. „apparatelose Fotografie“). So kamen die „Vortographs“ Alvin Langdon Coburns, die „Schadografien“ Christian Schads oder die „Rayogramme“ Man Rays ohne Kamera aus. Der Produktionsvorgang des Fotos wurde somit reduziert, wobei es mehrere Möglichkeiten gab:

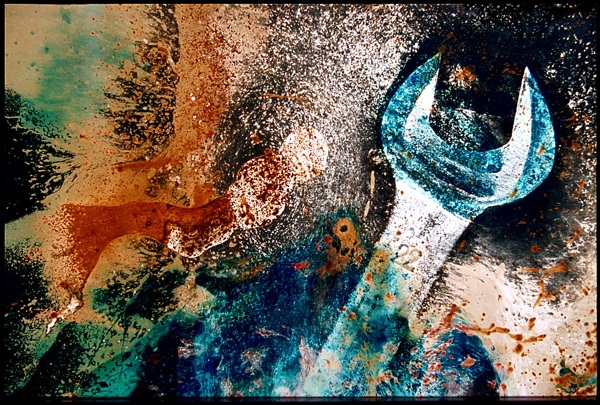
Chemogramm „Traumarbeit“ (1976) von Josef H. Neumann

- Beim Cliché Verre (Glasklischeedruck) wird eine Glasplatte bemalt oder mit Ruß o. ä. bestrichen und dann wie bei einer Kaltnadelradierung eine Zeichnung eingeritzt. Danach dient die Glasplatte als eine Art Negativ, sodass hier zwar von der Kamera, aber nicht vom Negativ abstrahiert wird.
- Beim Fotogramm werden Gegenstände auf das Fotopapier gelegt, die dann bei der Belichtung Spuren in Form von weißen Schatten hinterlassen, so dass hier selbst auf ein Negativ verzichtet wird.
- Das Luminogramm, bei dem Fotopapier direkt mit Licht bearbeitet wird (Lichtgestaltung), verzichtet demgegenüber nicht nur auf Kamera und Negativ, sondern auch auf Abbildungsgegenstände.
- Beim Chemigramm führen Verbindungen von Chemikalien auf lichtempfindlichem Papier schließlich zur Entwicklung sichtbarer Formen, so dass man quasi eine fixierte Spur eines gesteuerten Zusammenwirkens von Licht und lichtempfindlichem Material erhält.
- Das Chemogramm entsteht, unter Einbeziehung eines während des Entstehungsprozesses einbelichteten Negatives, auf Schwarz-Weiß-Fotopapier. Teils in der Dunkelkammer, aber auch im Tageslichtlabor, unter gleichzeitigem Einsatz farbloser Chemikalien, die dann erst in der Schicht, zusammen, mit dem zunächst latenten Foto, farbig reagieren und sich entsprechend gestalten lassen.

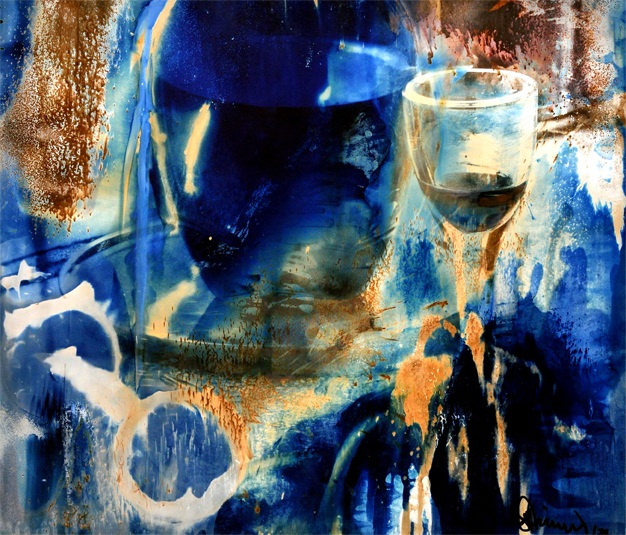
Chemogramm „Gustav I“ (1976) von Josef H. Neumann

Nach 1930 bildeten sich im Wesentlichen zwei Richtungen Abstrakter Fotografie heraus: eine konstruktivistische und eine surrealistische. So gab es an Laszlo Moholy-Nagys „New Bauhaus“ in Chicago ab 1937 ein eigenes Labor für Lichtgestaltung, an dem vor allem Luminogramme und inszenierte Bilder in der Tradition konstruktivistischer Bildvorstellungen als freie Kompositionen geo- bzw. stereometrischer Grundformen entstanden.
Parallel zur Dominanz Abstrakter Malerei nach dem Zweiten Weltkrieg gab es auch eine Renaissance konstruktivistischer Fotokunst sowie biomorpher bzw. gestischer Fotoabstraktionen, die jedoch mit dem Siegeszug der Pop Art weitgehend zum Erliegen kam.

## Aktuelle Tendenzen

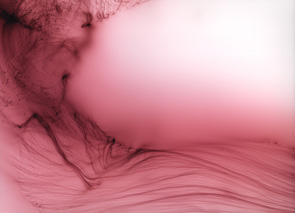
„Freischwimmer 26“ (2003) von Wolfgang Tillmans

Trotz der Vielfalt heutiger Positionen Abstrakter Fotografie ist grundsätzlich zwischen eher konzeptuellen Ansätzen, die primär ihre eigenen Entstehungsbedingungen bzw. den „Prozess der Bilderzeugung“ (Kröner 2011) reflektieren und insofern so etwas wie „fotografische Grundlagenforschung“ betreiben, sowie eher ästhetisch orientierten Ansätzen, bei denen eine Umsetzung und Weiterentwicklung des klassischen Verständnisses abstrakter Malerei mit Hilfe unterschiedlichster fotografischer Mittel im Vordergrund steht, zu unterscheiden. Letztere verstehen sich selbst als Fotografische Malerei bzw. Piktorale Fotografie, die sich zwar hinsichtlich ihres Konzeptes nicht grundlegend von Abstrakter Malerei unterscheidet, die aufgrund ihrer spezifisch fotografischen Methoden sowie der Konsequenz ihrer Vorgehensweise aber durchaus für sich geltend macht, eine einzigartige und mit malerischen Mitteln nicht leistbare Form neuer Abstraktion zu kreieren.
Eine Schnittstelle zwischen beiden konzeptuellen Ansätzen bilden die bereits Mitte der 70er Jahre entstandenen Chemogramme von Josef H. Neumann, in denen Fotografie und Abstrakte Malerei innerhalb eines Werkes miteinander vereint werden. Anders als bei der Fotomalerei werden die Farben eines Chemogramms nicht extern aufgetragen, sondern rein fotomechanisch während des Entstehungsprozesses in der fotografischen Schicht erzeugt.
Bei den beiden wohl bekanntesten Vertretern Abstrakter Fotografie der Gegenwart, Thomas Ruff und Wolfgang Tillmans, fällt zunächst auf, dass sie sich nicht auf Abstrakte Fotografie und eine bestimmte Stilrichtung festlegen lassen. Vielmehr fragen sie auf einer theoretisch-konzeptuellen Ebene nach dem Wahrheitsgehalt von Fotografie bzw. des Bildes an sich und bearbeiten dieses Thema systematisch in Form von Bildserien, die in ihrer Gesamtheit nicht zwischen gegenständlich und abstrakt unterscheiden – darin wiederum der postmodernen Malerei eines Gerhard Richter verwandt.
Der Ansatz Ruffs ist demzufolge von einer „Offenheit in der Verwendung unterschiedlichster Quellen, fotografischer Anregungen, Ausgangsmaterialien und Verarbeitungsweisen [ge]kennzeichnet“ (ebd.). Der Ausgangspunkt seiner „Substrat-Bilder“ sind beispielsweise „Manga-Comics“, die am Computer so lange in ihre gepixelten Einzelteile zerlegt wurden, bis aus dem ursprünglich banalen Motiv Ströme ineinander verschwimmender Farben entstanden, die das „Substrat“ des Bildes offenbaren. Und auch mit seinen „Neuen jpgs“ thematisiert Ruff digitale Bildverarbeitung und -übermittlung (ebd.)
Ganz ähnlich gestaltet sich Wolfgang Tillmans aktuelle Hinwendung zur Abstrakten Fotografie, die von Kröner als „naturwissenschaftlich“ wie „auch bildwissenschaftlich motivierte fotografische Spurensuche“ charakterisiert wird (ebd.) Wie die oben beschriebenen kameralosen Verfahren entstehen seine Arbeiten als direkte Belichtungen von Fotopapier oder betonen wie die „Lighter“-Serie den Objektcharakter von Fotografie, indem monochrome Fotoabzüge gefaltet in einer Plexiglasbox präsentiert werden (ebd.).
Weitere namhafte Vertreter einer mit den Mitteln der Abstraktion arbeitenden Fotokunst sind u. a. Stefan Heyne, Miriam Böhm, Marco Breuer, Peter Braunholz, Christiane Feser, Torsten Warmuth, Michael Wesely und Stefanie Seufert.